# São João da Ponte
São João da Ponte est une municipalité brésilienne de l'État du Minas Gerais et la microrégion de Montes Claros.